# ضرب (السبرة)
ضرب محلة تابعة لقرية الحقل، التابعة لعزلة بلادالجماعي بمديرية السبرة إحدى مديريات محافظة إب في الجمهورية اليمنية.، بلغ تعداد سكانها 194 حسب تعداد اليمن لعام 2004.